# Afhopper
En afhopper er en person, som har forladt et land, en organisation, sekt, virksomhed eller lignende. Disse personer agerer i visse tilfælde som "whistleblower" gennem afsløringer af hidtil ukendt information til offentligheden om landet, organisationen, sekten o.lign.
En politisk afhopper er en person som overgiver sin loyalitet til en stat eller en politisk overbevisning eller et parti. Udtrykket anvendes af og til synonymt om forræderi. Politisk afhopning kan stride mod landes love i modsætning til migration med efterfølgende skifte af statsborgerskab, som ikke er lovstridigt. Begrebet anvendtes særdeles ofte under den kolde krig, hvor personer der forlod Sovjetunionen og Østblokken til fordel for Vesten, eller omvendt, kaldtes afhoppere.
Betydningsfulde russiske KGB-officerer der er afhoppet er Oleg Gordijevskij og Vasilij Mitrokhin.

## Eksempler på kendte afhoppere
- Mikhail Barysjnikov – sovjetisk-født balletdanser

| Politik | Spire Denne artikel om politik og ideologi er en spire som bør udbygges. Du er velkommen til at hjælpe Wikipedia ved at udvide den. |